# Остапов Юрій Павлович
Ю́рій Па́влович Оста́пов (нар. 28 квітня 1940, Каспійськ — пом. 31 травня 2017, Запоріжжя) — український художник, графік, живописець та скульптор, член НСХУ.

## Життєпис
Народився 28 квітня 1940 року в місті Каспійськ Дагестанської АРСР РРФСР, нині Республіка Дагестан, РФ.
Помер 31 травня 2017 у Запоріжжі, Україна.

### Освіта
У 1968 році закінчив Краснодарський педагогічний інститут за викладання Ю. Шальнова.

### Трудова діяльність
Після закінчення навчання у 1968 — головний художник заводу «Іскра». 
У 1977—1998 — викладач мистецьких дисциплін у закладах вищої освіти, художник-монументаліст художньо-виробничого комбінату.
Оздобив інтер'єри та фасади понад 200 об’єктів, виконуючи вітражі, мозаїки, рельєфи, скульптуру, гобелени, світильники, фонтани. За цей час опанував техніки карбування, кування, олійний живопис, лінорит, офорт, монотипія, бодіарт.
Працював старшим викладачем кафедри дизайну Класичного приватного університету.

### Художня діяльність
Створював картини з різноманітних тематик:
- індустріальні — серії «Запоріжсталь» (1976—1979), «Будівництво ЗАЕС»  (1984—1985);[2]
- архітектурні — серія «Прибалтика» (1980—1982);
- лірично-поетничні — серії «Запорізькі мотиви» (1986—1989), «Єсенініана» (1987), «Мати-земля» (1990—1997), «Квіти Криму» (2006);
- життєві-гуморні — серія «Дагестанські мотиви», 1978);
- драматичні — «Прикордонники» (1980), «Медичні робітники на війні» (1984), «Театр» (1987).
- портрети, автопортрети, натюрморти тощо;

Також, є автором близько 300 екслібрисів.

### Інша діяльність
Засновник і голова клубу екслібристів «Запорожець» (1983 — поч. 1990-х). 
Від 1976 брав участь в обласних, всеукраїнських, міжнародних мистецьких виставках.
Проводилися персональні виставки робіт Остапова — у Запоріжжі (20 серпня 2013; липень 2018, посмертна), а також закордонні — в Саратові, Польщі, Німеччині, Франції.
Подарував Запорізькому обласному художньому музею 43 живописні та 352 графічні роботи.
Деякі його твори зберігаються у ЗОХМ, а також у Музеї-заповіднику О. Пушкіна «Михайлівське» (РФ).